# Brian Fairlie
Brian Fairlie (Christchurch, 13 de juny de 1948) és un extennista professional neozelandès.
Va guanyar dos títols individuals i quatre en dobles en el circuit ATP. En categoria júnior va guanyar l'Australian Championships individual l'any 1967. Va formar part de l'equip neozelandès de la Copa Davis durant molts anys.

## Palmarès

### Individual: 6 (2−4)
| Títols per superfície |
| --------------------- |
| Dura (2−1)            |
| Gespa (0−1)           |
| Terra batuda (0−0)    |
| Moqueta (0−2)         |

| Resultat  | Núm. | Data                   | Torneig                      | Superfície  | Oponent     | Marcador                |
| --------- | ---- | ---------------------- | ---------------------------- | ----------- | ----------- | ----------------------- |
| Guanyador | 1.   | 18 de gener de 1973    | Londres, Regne Unit          | Dura (i)    | Mark Cox    | 2−6, 6−2, 6−2, 7−6      |
| Finalista | 1.   | 19 de febrer de 1973   | Colònia, Alemanya Occidental | Moqueta (i) | Jan Kodeš   | 1−6, 3−6, 1−6           |
| Finalista | 2.   | 13 de gener de 1975    | Auckland, Nova Zelanda       | Gespa       | Onny Parun  | 6−4, 4−6, 4−6, 7−6, 4−6 |
| Finalista | 3.   | 4 de març de 1975      | Londres                      | Moqueta (i) | Mark Cox    | 1−6, 5−7                |
| Finalista | 4.   | 29 de desembre de 1975 | Auckland (2)                 | Dura        | Onny Parun  | 2−6, 3−6, 6−4, 3−6      |
| Guanyador | 2.   | 15 de novembre de 1976 | Manila, Filipines            | Dura        | Ray Ruffels | 5−7, 7−6, 6−7           |

### Dobles: 18 (4−14)
| Títols per superfície |
| --------------------- |
| Dura (1−4)            |
| Gespa (1−2)           |
| Terra batuda (1−4)    |
| Moqueta (0−3)         |

| Resultat  | Núm. | Data                   | Torneig                    | Superfície   | Parella          | Oponents                        | Marcador                |
| --------- | ---- | ---------------------- | -------------------------- | ------------ | ---------------- | ------------------------------- | ----------------------- |
| Finalista | 1.   | 8 de gener de 1971     | Auckland, Nova Zelanda     | Dura         | Raymond Moore    | Robert Carmichael Ray Ruffels   | 3−6, 7−6, 4−6, 6−4, 3−6 |
| Finalista | 2.   | 25 de setembre de 1972 | Los Angeles, Estats Units  | Dura         | Ismail El Shafei | Jimmy Connors Pancho Gonzales   | 3−6, 6−7                |
| Finalista | 3.   | 1 d'octubre de 1972    | Àlamo, Estats Units        | Dura         | Ismail El Shafei | Tom Okker Marty Riessen         | 6−7, 4−6                |
| Finalista | 4.   | 6 de novembre de 1972  | Göteborg, Suècia           | Moqueta (i)  | Ismail El Shafei | Tom Okker Marty Riessen         | 2−6, 6−7                |
| Finalista | 5.   | 26 de febrer de 1973   | Chicago, Estats Units      |              | Ismail El Shafei | Ken Rosewall Fred Stolle        | 7−6, 4−6, 2−6           |
| Finalista | 6.   | 9 d'abril de 1973      | Cleveland, Estats Units    | Moqueta (i)  | Ismail El Shafei | Ken Rosewall Fred Stolle        | 2−6, 3−6                |
| Finalista | 7.   | 12 d'agost de 1973     | Clemmons, Estats Units     | Dura         | Ismail El Shafei | Robert Carmichael Frew McMillan | 3−6, 4−6                |
| Guanyador | 1.   | 22 d'abril de 1974     | Saint Louis, Estats Units  |              | Ismail El Shafei | Ross Case Geoff Masters         | 7−6, 6−7, 7−6           |
| Finalista | 8.   | 13 de gener de 1975    | Auckland (2)               | Gespa        | Onny Parun       | Robert Carmichael Ray Ruffels   | 6−7, retirada           |
| Finalista | 9.   | 21 d'abril de 1975     | Charlotte, Estats Units    | Terra batuda | Ismail El Shafei | Patricio Cornejo Jaime Fillol   | 3−6, 7−5, 4−6           |
| Finalista | 10.  | 8 de març de 1976      | Ciutat de Mèxic, Mèxic     | Terra batuda | Ismail El Shafei | Brian Gottfried Raúl Ramírez    | 4−6, 6−7(4)             |
| Finalista | 11.  | 11 d'octubre de 1976   | Brisbane, Austràlia        | Gespa        | Ismail El Shafei | Syd Ball Kim Warwick            | 4−6, 4−6                |
| Guanyador | 2.   | 18 d'octubre de 1976   | Sydney, Austràlia          | Dura (i)     | Ismail El Shafei | Syd Ball Kim Warwick            | 4−6, 6−4, 7−6           |
| Finalista | 12.  | 1 de novembre de 1976  | Tòquio, Japó               | Terra batuda | Ismail El Shafei | Robert Carmichael Ken Rosewall  | 4−6, 4−6                |
| Guanyador | 3.   | 4 de juliol de 1977    | Newport, Estats Units      | Gespa        | Ismail El Shafei | Tim Gullikson Tom Gullikson     | 6−7, 6−3, 7−6           |
| Guanyador | 4.   | 13 de març de 1978     | El Caire, Egipte           | Terra batuda | Ismail El Shafei | Lito Álvarez George Hardie      | 6−3, 7−5, 6−2           |
| Finalista | 13.  | 10 de juliol de 1978   | Cincinnati, Estats Units   | Terra batuda | Ismail El Shafei | Gene Mayer Raúl Ramírez         | 3−6, 3−6                |
| Finalista | 14.  | 7 d'agost de 1978      | Nova Orleans, Estats Units | Moqueta (i)  | Ismail El Shafei | Dick Stockton Erik van Dillen   | 7−6, 6−3                |

## Trajectòria

### Individual
| Open d'Austràlia | 1R  | 2R  | A   | A     | A     | 2R    | A     | A     | A     | A     | 3R    | A     | 1R    | 1R   | A   | 0 / 6     |           |
| Roland Garros | A   | A   | 2R  | A     | A     | 2R    | A     | 1R    | A     | A     | A     | 4R    | 4R    | 1R   | A   | 0 / 5     |           |
| Wimbledon | A   | 2R  | 2R  | 2R    | 1R    | 2R    | A     | A     | A     | A     | 1R    | 3R    | 3R    | 3R   | A   | 0 / 8     |           |
| US Open | A   | A   | A   | A     | QF    | 2R    | 2R    | A     | A     | A     | 1R    | A     | A     | A    | A   | 0 / 4     |           |
| Victòries − Derrotes | 0−1 | 1−2 | 6−8 | 16−16 | 34−17 | 20−28 | 13−27 | 32−23 | 12−11 | 22−19 | 41−30 | 26−26 | 26−26 | 9−14 | 2−5 | 236 – 226 | 236 – 226 |
| Rànquing a final d'any |     |     |     |       |       |       |       | 25    | 58    | 66    | 36    | 92    | 92    | 123  | 332 |           |           |
| Llegenda: G: Guanyador; F: Finalista; SF: Semifinalista; QF: Quarts de final; Q: Qualificació; A: Absent; RR: Round Robin; |     |     |     |       |       |       |       |       |       |       |       |       |       |      |     |           |           |

### Dobles
| Open d'Austràlia | A   | A   | A   | 2R    | A     | A     | A    | A     | 2R    | A     | QF    | QF    | A   | 0 / 4     |           |
| Roland Garros | 3R  | A   | A   | SF    | A     | 3R    | A    | A     | 3R    | A     | A     | 3R    | A   | 0 / 5     |           |
| Wimbledon | 1R  | 3R  | 3R  | 1R    | A     | A     | A    | A     | 2R    | 3R    | 3R    | 2R    | A   | 0 / 7     |           |
| US Open | A   | A   | 1R  | 1R    | 2R    | A     | A    | A     | 1R    | A     | A     | A     | A   | 0 / 4     |           |
| Victòries − Derrotes | 2−3 | 3−3 | 7−6 | 15−22 | 21−24 | 16−16 | 11−9 | 10−15 | 33−27 | 34−21 | 34−21 | 18−12 | 4−5 | 174 – 163 | 174 – 163 |
| Llegenda: G: Guanyador; F: Finalista; SF: Semifinalista; QF: Quarts de final; Q: Qualificació; A: Absent; RR: Round Robin; |     |     |     |       |       |       |      |       |       |       |       |       |     |           |           |